# Herman Bultos
Herman Bultos (Bruxelles, 19 août 1752 - Hambourg-Billwerder, 30 juin 1801) est un marchand de vin et directeur de théâtre du XVIIIe siècle.
Frère cadet de l'acteur Alexandre Bultos, Herman obtient la direction du théâtre de la Monnaie en 1783, en codirection avec Alexandre pendant quatre ans, puis seul de 1787 à 1791, et en codirection avec Jean-Pierre-Paul Adam de 1791 à 1793 et encore en 1794.
Quittant Bruxelles pendant les troubles de la révolution brabançonne, Bultos arrive à Hambourg avec plusieurs acteurs du théâtre de la Monnaie : ils y fondent un théâtre français qui durera jusqu'en 1798. Bultos est ensuite engagé à la cour du prince Henry de Prusse à Rheinsberg, mais il n'y jouera que deux ans.
À Bruxelles, il avait fait partie de la loge maçonnique L'Heureuse Rencontre.